# Lista Brytyjczyków w polskiej lidze żużlowej
Zawodnicy z Wielkiej Brytanii w lidze żużlowej w Polsce
Uwaga! Niektórzy z zawodników mimo podpisanych umów nie wystąpili w żadnym oficjalnym meczu ligowym swoich drużyn.
(nazwiska w kolejności alfabetycznej)
| Nazwisko | Klub                                     | Rok       |
| --- | ---------------------------------------- | --------- |
| Oliver Allen, ur. 1982                                                                                          | Start Gniezno                            | 2007      |
| Oliver Allen, ur. 1982                                                                                          | GTŻ Grudziądz                            | 2008-2009 |
| |                                          |           |
| Josh Auty, ur. 1990                                                                                             | Wybrzeże Gdańsk                          | 2008-2009 |
| |                                          |           |
| Ben Barker, ur. 1988                                                                                            | WTS Wrocław                              | 2008-2009 |
| |                                          |           |
| Dean Barker, ur. 1970                                                                                           | ROW Rybnik                               | 1991      |
| |                                          |           |
| Steve Boxall, ur. 1987                                                                                          | Unia Tarnów                              | 2009      |
| |                                          |           |
| Lewis Bridger, ur. 1989                                                                                         | Włókniarz Częstochowa                    | 2007-2009 |
| |                                          |           |
| Jamie Courtney, ur. 1988                                                                                        | Włókniarz Częstochowa                    | 2008      |
| |                                          |           |
| Marvyn Cox, ur. 1964                                                                                            | Wybrzeże Gdańsk                          | 1991-1996 |
| |                                          |           |
| Simon Cross, ur. 1965                                                                                           | Start Gniezno                            | 1992      |
| |                                          |           |
| John Davis, ur. 1954                                                                                            | Wybrzeże Gdańsk                          | 1991-1992 |
| |                                          |           |
| Jeremy Doncaster, ur. 1961                                                                                      | Unia Tarnów                              | 1991      |
| Jeremy Doncaster, ur. 1961                                                                                      | Victoria – Rolnicki Machowa              | 1992      |
| |                                          |           |
| Martin Dugard, ur. 1969                                                                                         | ROW Rybnik                               | 1991      |
| Martin Dugard, ur. 1969                                                                                         | Motor Lublin                             | 1992-1993 |
| Martin Dugard, ur. 1969                                                                                         | RKM Rybnik                               | 1995      |
| Martin Dugard, ur. 1969                                                                                         | GKM Grudziądz                            | 1996      |
| |                                          |           |
| Neil Evitts, ur. 1964                                                                                           | Iskra Ostrów Wielkopolski                | 1992      |
| |                                          |           |
| Richard Hall, ur. 1984                                                                                          | KMŻ Lublin                               | 2009      |
| |                                          |           |
| Chris Harris, ur. 1982                                                                                          | RKM Rybnik                               | 2006-2007 |
| Chris Harris, ur. 1982                                                                                          | KM Ostrów Wielkopolski                   | 2008-2009 |
| |                                          |           |
| Gary Havelock, ur. 1968                                                                                         | Stal Gorzów Wielkopolski                 | 1992-1993 |
| Gary Havelock, ur. 1968                                                                                         | Stal Gorzów Wielkopolski                 | 1996      |
| Gary Havelock, ur. 1968                                                                                         | Włókniarz Częstochowa                    | 1998      |
| Gary Havelock, ur. 1968                                                                                         | Stal Rzeszów                             | 2000      |
| Gary Havelock, ur. 1968                                                                                         | Polonia Piła                             | 2001-2003 |
| Gary Havelock, ur. 1968                                                                                         | Speedway Miszkolc                        | 2006      |
| Gary Havelock, ur. 1968                                                                                         | Wybrzeże Gdańsk                          | 2007      |
| |                                          |           |
| David Howe, ur. 1982                                                                                            | Unia Tarnów                              | 2002-2003 |
| David Howe, ur. 1982                                                                                            | Kolejarz Rawicz                          | 2005      |
| David Howe, ur. 1982                                                                                            | Unia Leszno                              | 2006      |
| David Howe, ur. 1982                                                                                            | Start Gniezno                            | 2007      |
| David Howe, ur. 1982                                                                                            | GTŻ Grudziądz                            | 2008      |
| David Howe, ur. 1982                                                                                            | KMŻ Lublin                               | 2009      |
| |                                          |           |
| Paul Hurry, ur. 1975                                                                                            | Włókniarz Częstochowa                    | 1999      |
| |                                          |           |
| Edward Kennett, ur. 1987                                                                                        | Włókniarz Częstochowa                    | 2007-2008 |
| |                                          |           |
| Daniel King, ur. 1986                                                                                           | KM Ostrów Wielkopolski                   | 2007-2009 |
| |                                          |           |
| Mark Loram, ur. 1971                                                                                            | Włókniarz Częstochowa                    | 1992      |
| Mark Loram, ur. 1971                                                                                            | Apator Toruń                             | 1993-1997 |
| Mark Loram, ur. 1971                                                                                            | Iskra Ostrów Wielkopolski                | 1998      |
| Mark Loram, ur. 1971                                                                                            | Włókniarz Częstochowa                    | 1999-2000 |
| Mark Loram, ur. 1971                                                                                            | Polonia Bydgoszcz                        | 2001-2003 |
| Mark Loram, ur. 1971                                                                                            | RKM Rybnik                               | 2004      |
| Mark Loram, ur. 1971                                                                                            | Stal Gorzów Wielkopolski                 | 2005      |
| Mark Loram, ur. 1971                                                                                            | Unia Leszno                              | 2006      |
| Mark Loram, ur. 1971                                                                                            | KM Ostrów Wielkopolski                   | 2007      |
| |                                          |           |
| Chris Louis, ur. 1969                                                                                           | Sparta Wrocław                           | 1991-1992 |
| Chris Louis, ur. 1969                                                                                           | Stal Rzeszów                             | 1993      |
| Chris Louis, ur. 1969                                                                                           | Stal Gorzów Wielkopolski                 | 1995      |
| Chris Louis, ur. 1969                                                                                           | ZKŻ Zielona Góra                         | 1997-1999 |
| Chris Louis, ur. 1969                                                                                           | Polonia Piła                             | 2000-2001 |
| Chris Louis, ur. 1969                                                                                           | TŻ Lublin                                | 2006      |
| Chris Louis, ur. 1969                                                                                           | Wybrzeże Gdańsk                          | 2007      |
| |                                          |           |
| Ray Morton, ur. 1968                                                                                            | TŻ Opole                                 | 2001      |
| |                                          |           |
| Scott Nicholls, ur. 1978                                                                                        | Start Gniezno                            | 1998-1999 |
| Scott Nicholls, ur. 1978                                                                                        | Unia Leszno                              | 2000      |
| Scott Nicholls, ur. 1978                                                                                        | WTS Wrocław                              | 2001-2003 |
| Scott Nicholls, ur. 1978                                                                                        | Unia Tarnów                              | 2005-2006 |
| Scott Nicholls, ur. 1978                                                                                        | Stal Rzeszów                             | 2007-2008 |
| Scott Nicholls, ur. 1978                                                                                        | WTS Wrocław                              | 2009      |
| |                                          |           |
| David Norris, ur. 1972                                                                                          | Wybrzeże Gdańsk                          | 1995-1996 |
| David Norris, ur. 1972                                                                                          | Apator Toruń                             | 1999      |
| David Norris, ur. 1972                                                                                          | TŻ Lublin                                | 2006      |
| |                                          |           |
| Lee Richardson, ur. 1979                                                                                        | Polonia Piła                             | 1999      |
| Lee Richardson, ur. 1979                                                                                        | GKM Grudziądz                            | 2000      |
| Lee Richardson, ur. 1979                                                                                        | ZKŻ Zielona Góra                         | 2001      |
| Lee Richardson, ur. 1979                                                                                        | WTS Wrocław                              | 2002      |
| Lee Richardson, ur. 1979                                                                                        | TŻ Lublin                                | 2003      |
| Lee Richardson, ur. 1979                                                                                        | ZKŻ Zielona Góra                         | 2004-2005 |
| Lee Richardson, ur. 1979                                                                                        | Włókniarz Częstochowa                    | 2006–2009 |
| |                                          |           |
| Stuart Robson, ur. 1976                                                                                         | ŁTŻ Łódź                                 | 2001      |
| |                                          |           |
| Adam Roynon, ur. 1988                                                                                           | KM Ostrów Wielkopolski                   | 2008      |
| Adam Roynon, ur. 1988                                                                                           | Stal Rzeszów                             | 2009      |
| |                                          |           |
| Steve Schofield, ur. 1958                                                                                       | Wybrzeże Gdańsk                          | 1992-1996 |
| |                                          |           |
| Joe Screen, ur. 1972                                                                                            | Włókniarz Częstochowa                    | 1992      |
| Joe Screen, ur. 1972                                                                                            | Unia Tarnów                              | 1993      |
| Joe Screen, ur. 1972                                                                                            | Włókniarz Częstochowa                    | 1994-1997 |
| Joe Screen, ur. 1972                                                                                            | Stal Rzeszów                             | 1998-1999 |
| Joe Screen, ur. 1972                                                                                            | Polonia Bydgoszcz                        | 2000      |
| Joe Screen, ur. 1972                                                                                            | Stal Gorzów Wielkopolski                 | 2002      |
| Joe Screen, ur. 1972                                                                                            | Polonia Piła                             | 2003      |
| Joe Screen, ur. 1972                                                                                            | KM Ostrów Wielkopolski                   | 2006-2007 |
| |                                          |           |
| Andy Smith, ur. 1966 Uzyskał obywatelstwo polskie w roku 1999, od kiedy startuje do dziś jako zawodnik krajowy. | Polonia Bydgoszcz                        | 1992-1995 |
| Andy Smith, ur. 1966 Uzyskał obywatelstwo polskie w roku 1999, od kiedy startuje do dziś jako zawodnik krajowy. | Stal Rzeszów                             | 1996      |
| Andy Smith, ur. 1966 Uzyskał obywatelstwo polskie w roku 1999, od kiedy startuje do dziś jako zawodnik krajowy. | Unia Tarnów                              | 1997      |
| Andy Smith, ur. 1966 Uzyskał obywatelstwo polskie w roku 1999, od kiedy startuje do dziś jako zawodnik krajowy. | Polonia Piła                             | 1999-2000 |
| Andy Smith, ur. 1966 Uzyskał obywatelstwo polskie w roku 1999, od kiedy startuje do dziś jako zawodnik krajowy. | Unia Leszno (wypożyczony z Polonii Piła) | 2001      |
| Andy Smith, ur. 1966 Uzyskał obywatelstwo polskie w roku 1999, od kiedy startuje do dziś jako zawodnik krajowy. | WKM Warszawa                             | 2002-2003 |
| Andy Smith, ur. 1966 Uzyskał obywatelstwo polskie w roku 1999, od kiedy startuje do dziś jako zawodnik krajowy. | Polonia Bydgoszcz                        | 2004      |
| Andy Smith, ur. 1966 Uzyskał obywatelstwo polskie w roku 1999, od kiedy startuje do dziś jako zawodnik krajowy. | Apator Toruń                             | 2005      |
| Andy Smith, ur. 1966 Uzyskał obywatelstwo polskie w roku 1999, od kiedy startuje do dziś jako zawodnik krajowy. | Wybrzeże Gdańsk (wypożyczony z KS Toruń) | 2006      |
| Andy Smith, ur. 1966 Uzyskał obywatelstwo polskie w roku 1999, od kiedy startuje do dziś jako zawodnik krajowy. | Wybrzeże Gdańsk                          | 2007      |
| Andy Smith, ur. 1966 Uzyskał obywatelstwo polskie w roku 1999, od kiedy startuje do dziś jako zawodnik krajowy. | WTS Wrocław                              | 2008      |
| |                                          |           |
| Scott Smith, ur. 1979                                                                                           | TŻ Opole                                 | 1999      |
| |                                          |           |
| Simon Stead, ur. 1982                                                                                           | LKŻ Lublin                               | 2000      |
| Simon Stead, ur. 1982                                                                                           | KS Toruń                                 | 2006      |
| Simon Stead, ur. 1982                                                                                           | Start Gniezno                            | 2007      |
| Simon Stead, ur. 1982                                                                                           | Polonia Bydgoszcz                        | 2008      |
| Simon Stead, ur. 1982                                                                                           | KM Ostrów Wielkopolski                   | 2009      |
| |                                          |           |
| Carl Stonehewer, ur. 1972                                                                                       | ZKŻ Zielona Góra                         | 1999-2001 |
| Carl Stonehewer, ur. 1972                                                                                       | Polonia Piła                             | 2002      |
| |                                          |           |
| Kelvin Tatum, ur. 1964                                                                                          | Sparta Wrocław                           | 1991-1992 |
| |                                          |           |
| Paul Thorp, ur. 1964                                                                                            | ROW Rybnik                               | 1992      |
| |                                          |           |
| Simon Wigg, ur. 1960 – zm. 2000                                                                                 | Unia Tarnów                              | 1992      |
| Simon Wigg, ur. 1960 – zm. 2000                                                                                 | Unia Leszno                              | 1994      |
| Simon Wigg, ur. 1960 – zm. 2000                                                                                 | Stal Rzeszów                             | 1997      |
| Simon Wigg, ur. 1960 – zm. 2000                                                                                 | ZKŻ Zielona Góra                         | 1998      |
| |                                          |           |
| Sean Wilson, ur. 1969                                                                                           | OTŻ Opole                                | 1997-1999 |
| Sean Wilson, ur. 1969                                                                                           | LKŻ Lublin                               | 2000      |
| Sean Wilson, ur. 1969                                                                                           | TŻ Opole                                 | 2001-2002 |
| Sean Wilson, ur. 1969                                                                                           | Kolejarz Rawicz                          | 2003      |
| |                                          |           |
| Tai Woffinden, ur. 1990                                                                                         | Włókniarz Częstochowa                    | 2008-2009 |
| |                                          |           |
| James Wright, ur. 1986                                                                                          | Unia Tarnów                              | 2008-2009 |